# Slapernik
Slapernik je priimek več znanih Slovencev:
- Anton Slapernik (*1937), gospodarstvenik
- Boštjan Slapernik (1971—2000), potapljač
- Jernej Slapernik (1947—2023), lutkar
- Rajko Slapernik (1896—1975), slikar in restavrator
- Vesna Slapernik, novinarka